# Adele Alfieri di Sostegno
Adele Alfieri di Sostegno (1857 – 1937) è stata una filantropa italiana.

## Biografia
Era figlia di Carlo Alfieri di Sostegno e di Giuseppina Benso di Cavour. Il padre fu un importante uomo politico,  fondatore dell'Istituto Cesare Alfieri di Firenze. La madre, nipote di Camillo Benso, conte di Cavour, fu l'ultima discendente della famiglia. Si trasferirono da Torino a Firenze negli anni in cui la città toscana fu capitale d'Italia. Dopo la morte del padre, avvenuta il 18 dicembre 1897, insieme alla sorella Maria Luisa (1852-1920), Adele ereditò un cospicuo patrimonio, tra cui le tenute di Grinzane Cavour, di Magliano Alfieri, San Martino Alfieri  e Santena. La sorella si sposò col diplomatico e politico italiano Emilio Visconti Venosta, che prese la guida dell'Istituto Cesare Alfieri. Adele rimase nubile; questo le consentì di avere maggiore libertà di gestione del patrimonio ereditato, impiegandolo per fini sociali e caritevoli.
Viaggiò molto per l'Italia e per l'Europa, ma le sue dimore stabili furono principalmente Palazzo Alfieri a San Martino Alfieri ed il Villino Alfieri, situato in Via della dogana a Firenze.  Si occupò, coinvolgendo anche i nipoti, del reperimento e della distribuzione dei viveri ai terremotati in seguito al terremoto  del 1908 in Calabria.  Il suo impegno sociale fu molto apprezzato dai contemporanei.
Morì nel 1937, all'età di ottantuno anni. Fu sepolta nella cappella della Chiesa di San Carlo e Santa Maria di San Martino Alfieri, costruita dal bisnonno Carlo Emanuele Alfieri di Sostegno".

## Opere di beneficenza
Scelse di destinare il suo patrimonio al servizio della comunità. Consapevole della responsabilità delle classi dirigenti nei confronti dei ceti meno agiati e delle nuove esigenze sociali, la marchesa si impegnò per migliorare le condizioni di vita delle classi emarginate. Istituì scuole materne (nel suo territorio, le Langhe, e poi anche all'estero come negli Stati Uniti e in Brasile), scuole elementari e laboratori femminili di cucito. Appoggiò le associazioni cattoliche e laiche che si occupavano del problema dei migranti italiani che ricevevano trattamenti degradanti nei paesi di destinazione. Infatti la grande depressione che investi l'Europa tra il 1873 e il 1895, ebbe come conseguenza vasti movimenti migratori dall'Europa verso gli Stati Uniti e l'America del Sud.
Fu molto attiva sui problemi del Sud Italia. Nel 1923 divenne socia benemerita dell'Associazione nazionale per gli Interessi economici e morali del Mezzogiorno d'Italia (ANIMENI), finanziando anche l'Inchiesta per questione agraria e l'emigrazione in Calabria del 1905 di Dino Taruffi, Leonello De Nobili e Cesare Lori, supervisionata da Pasquale Villari. Durante il primo conflitto mondiale,  Adele si impegnò nella raccolta dei fondi per le famiglie dei soldati in guerra.

## L'impegno per l'Istituto delle Scienze sociali
Si occupò dell'organizzazione e dello sviluppo dell'Istituto Cesare Alfieri di Firenze, fondato da suo padre, e diretto dal 1887 dal cognato Emilio Visconti Venosta (sovrintendente fino al 1914).  Adele raccolse l'eredità morale del padre, portando avanti l'impegno nel sostenere la scuola, affinché formasse la classe dirigente della nuova Italia. Fu molto attenta al futuro dell'Istituto e ai suoi docenti, che dovevano essere sempre di alto profilo. A volte lei stessa indicava i nomi idonei a ricoprire determinati insegnamenti. Proprio per questo, quando nel 1901 Pasquale Villari decise di lasciare l'insegnamento dell'innovativa materia di "Scienza politica e degli scrittori politici",  Adele cercò di trattenerlo in ogni modo, convincendolo a restare fino al 1913.

## L'impegno per la cultura
Contribuì ad arricchire il patrimonio di alcune biblioteche, come quella di Asti, intitolata al suo avo Vittorio Alfieri, aperta ufficialmente al pubblico il 18 marzo 1873 nel Civico Collegio. Volle che una sala fosse intitolata alla memoria del padre di cui fece collocare il busto marmoreo.  Arricchì con acquisti mirati la sezione storico-sociale, aiutata dal marchese Curlo, bibliotecario all'Università di Torino.. Nel 1903 la biblioteca fu collocata nel Palazzo Alfieri (luogo di nascita del poeta).
Nel 1920 la marchesa decise di destinare alla Biblioteca Laurenziana di Firenze, che già accoglieva i manoscritti di Vittorio Alfieri, la collezione di edizioni elzeviriane raccolte dal nonno Cesare Alfieri. Questo fu uno dei tantissimi doni che la famiglia Alfieri fece alla città di Firenze.

## Il rapporto epistolare con Pasquale Villari
Adele fu legata a Pasquale Villari da una stretta amicizia documentata da un ricco epistolario iniziato nel 1888 e proseguito fino al 1917. Nella prima lettera, datata 3 giugno 1888, Adele elogiava le opere dello storico.  Villari ebbe un'influenza notevole sulla personalità e sull'opera di Adele. Fu lui a sensibilizzarla sulla questione meridionale, che divenne per lei una delle cause di rilievo a cui dedicare energie e risorse economiche. Oltre ai temi affrontati nelle opere di Villari, i due discutevano spesso di argomenti politici come l'avanzata socialista di cui Adele si mostrava molto preoccupata. Gli ultimi scambi tra i due erano segnati dall'angoscia per la guerra e per la sorte dell'Istituto. La corrispondenza si interruppe con la morte dello storico avvenuta nel dicembre 1917.